# SEMICON Japan
SEMICON Japan （セミコン・ジャパン）は、半導体をはじめとするエレクトロニクスの製造サプライチェーンの国際展示会。
毎年12月に東京ビッグサイトで開催される。2024年の開催で48回目を迎えた。
主催は半導体の国際団体SEMI

## 沿革
- 1970年 国際半導体製造装置材料協会(現：SEMI)が設立される。
- 1977年 第1回SEMICON Japanが東京・晴海の東京国際見本市会場で開催される。
- 1990年会場を千葉市の幕張メッセに移転。
- 2014年会場を東京都の東京ビッグサイト（東京国際展示場）に移転。